# Droga krajowa B284 (Niemcy)
Droga krajowa 284 (niem. Bundesstraße 284, B 284) – niemiecka droga krajowa w Hesji. Ma początek w gminie Ehrenberg i kończy się w mieście Gersfeld.